# 约翰·比福德
小约翰·比福德（英語：John Buford, Jr.，1826年3月4日—1863年12月16日），美国南北战争时期北方军陆军少将。
美国内战彻底爆发后，他被任命为助理宪兵总监。3个月后成为了第二骑兵团的指挥官，军衔晋升为上校，开始频繁地奔波于各个战场。小约翰·比福德的作战能力迅速体现，总能迅速有效地对敌进行打击同时又能做到迅速地撤离。在对敌侦查，袭扰上功绩显著，到了1862年迅速地被晋升为准将，成为了第11骑兵师长，隶属于伯特马克军团。他曾在白兰地战役中与南方的骑兵指挥官詹姆士·埃韦尔·布朗·斯图亚特展开过内战史上最大规模的骑兵战斗。
美国陆军基地比福德堡、怀俄明州比福德都是以比福德的名字命名的。